# Janvier 1926

## Événements
- 6 janvier :  fondation, à Berlin, de la compagnie aérienne allemande « Deutsche Luft Hansa », future Lufthansa (1934)..

- 8 janvier : Abdelaziz Ibn Sa'ud est proclamé roi du Hedjaz et sultan du Nedjd à la Mecque. Les saoudites étendent leur puissance sur la majeure partie de la péninsule arabique.

- 10 janvier : Hernán Siles Reyes, président de Bolivie (fin en 1930). Il tente de lancer une croisade indigéniste.

- 22 janvier : Ramon Franco, aviateur espagnol et pilote du plus ultra qui a accompli un vol transatlantique en 1926. Palos (Espagne) - Buenos Aires (Argentine)

## Naissances
- 2 janvier : Vira Vovk, écrivaine, poétesse et traductrice ukrainienne et brésilienne.
- 3 janvier : 
  - Marie Clay, chercheuse néo-zélandaise en pédagogie († 13 avril 2007).
  - George Martin, producteur des Beatles († 8 mars 2016).
  - Vladimir Stojarov, peintre soviétique († 22 novembre 1973).
- 6 janvier : Dick Rathmann, pilote automobile américain († 1er février 2000).
- 7 janvier : Omer Šipraga, homme politique bosnien († 7 avril 2012).
- 11 janvier : Lev Demine, cosmonaute soviétique († 18 décembre 1998).
- 12 janvier : Morton Feldman, compositeur américain († 3 septembre 1987).
- 13 janvier : Ahmed Ben Salah, homme politique et syndicaliste tunisien († 16 septembre 2020).
- 15 janvier : Charles Bauza Donwahi, homme d'État Ivoirien, († 2 août 1997).
- 17 janvier : Medina Gulgun, poétesse azéri († 17 février 1991).
- 24 janvier : Georges Lautner, cinéaste français († 22 novembre 2013).
- 25 janvier : Youssef Chahine, cinéaste égyptien († 27 juillet 2008).
- 27 janvier : Ingrid Thulin, actrice suédoise († 7 janvier 2004).
- 31 janvier :
  - Johannes Joachim Degenhardt, cardinal allemand, archevêque de Paderborn († 25 juillet 2002).
  - Lev Roussov, peintre russe († 20 février 1987).

## Décès
- 4 janvier : Marguerite de Savoie, reine consort d'Italie par son mariage avec le roi Humbert Ier (° 20 novembre 1851).
- 22 janvier : Désiré-Joseph Mercier, cardinal belge, archevêque de Malines-Bruxelles (° 21 novembre 1851).